# Парцаника
Парцаника (итал. Parzanica) је насеље у Италији у округу Бергамо, региону Ломбардија.
Према процени из 2011. у насељу је живело 237 становника. Насеље се налази на надморској висини од 764 м.

## Становништво
Према резултатима пописа становништва 2011. у општини је живело 373 становника.
| 1931. | 1936. | 1951. | 1961. | 1971. | 1981. | 1991. | 2001. | 2011. |
| ----- | ----- | ----- | ----- | ----- | ----- | ----- | ----- | ----- |
| 942   | 979   | 1.098 | 1.027 | 723   | 567   | 424   | 377   | 373   |